# Escepticemia
La escepticemia o escepticismo médico es un neologismo que proviene de la contracción de los términos escepticismo y septicemia, acuñado en 1989 por Pert Skrabanek y James McCormick; y que denota una corriente a favor de la aplicación en la sanidad del escepticismo científico, siendo especialmente riguroso ya que las decisiones en Medicina afectan directamente a la salud de la población y a la integridad de las personas. Se basa en el pensamiento crítico, y se opone a las afirmaciones que carezcan de evidencia empírica verificable y contrastada. Su objetivo es ofrecer a los pacientes una atención clínica de calidad científicamente contrastada, y un trato humano y digno.

Escepticemia: trastorno raro y generalmente de baja infectividad. La educación recibida en las facultades de medicina puede llegar a conferir inmunidad de por vida frente a la misma.
Pert Skrabanek y James McCormick

## Bases
La escepticemia propone que la Medicina y los médicos se sustenten en dos pilares fundamentales:
- El método científico como única fuente fiable para adquirir nuevos cocimientos sanitarios, y para revaluar los admitidos hasta ahora.[6]
- La ética médica que determina los principios morales que guían la conducta del médico.[7][8][9]

## Información científica médica
A juicio de los seguidores de esta corriente práctica y pedagógica, la manipulación de la información científica, voluntaria o involuntariamente, crea falsas enfermedades o esperanzas terapéuticas en productos milagro. Es indispensable inculcar a los profesionales de la salud el valor del escepticismo, para evitar el adoctrinamiento interesado y las creencias sin fundamento.

### Formación médica
Según esta corriente, se debe inculcar desde las facultades de medicina la escepticemia para evitar que la educación recibida se impregne de dogmatismo. Y durante el ejercicio profesional se siga el método científico sistemáticamente en la adquisición de conocimientos médicos.

### Herramientas
Para poner en práctica esta metodología, el médico interesado debe prestar atención a un gran número de técnicas y habilidades profesionales, con las que ejercer su práctica asistencial con escepticismo: 
- Clasificaciones médicas validadas: CDFT, CIAP 2, CIE 10, DSM IV
- Deontología profesional
- Escala de Jadad
- Formación continuada
- Investigación clínica
- Lectura crítica de artículos científicos
- Ley de beneficios inversos
- Medicina basada en pruebas
- Método científico
- Prevención cuaternaria
- Principios de Tavistock

## Escépticos famosos
- Gonzalo Casino: médico español, periodista científico.
- Michael O'Donnell: médico británico, periodista, y escritor.
- Peter Mansfield: médico general australiano, director de Healthy Skepticism
- Petr Skrabanek: médico checo, profesor universitario en Dublín.
- Stephen Barrett: psiquiatra estadounidense, especialista en la crítica a la medicina alternativa y webmaster de Quackwatch.
- Steven Novella: profesor de neurología en la Escuela de Medicina de Yale. Presidente de la Sociedad Escéptica de Nueva Inglaterra.